# Acacia maitlandii
Espèce
Synonymes
- Acacia patens Benth.[1]
- Racosperma maitlandii (F.Muell.) Pedley[1]

Acacia maitlandii F.Muell. (ou Maitland's wattle en anglais) est une espèce de plantes à fleurs de la famille des Fabaceae et du genre Acacia. C'est un arbre présent en Australie.
Son épithète spécifique maitlandii rend hommage au botaniste britannique Thomas Douglas Maitland.